# L'Estréchure
L'Estréchure är en kommun i departementet Gard i regionen Occitanien i södra Frankrike. Kommunen ligger i kantonen Saint-André-de-Valborgne som tillhör arrondissementet Le Vigan. År 2022 hade L'Estréchure 152 invånare.

## Befolkningsutveckling
Antalet invånare i kommunen L'Estréchure
Referens:INSEE